# Aster methodorus
Aster methodorus là một loài thực vật có hoa trong họ Cúc. Loài này được (Benth.) Govaerts mô tả khoa học đầu tiên năm 1996.